# Matthew Remijio Adam Gbitiku
Matthew Remijio Adam Gbitiku MCCJ (ur. 5 maja 1972 w Mboro) – południowosudański duchowny katolicki, kombonianin, biskup diecezjalny Wau od 2021.

## Życiorys

### Prezbiterat
Święcenia kapłańskie przyjął 3 października 2004 w zakonie kombonianów. Był m.in. ojcem duchownym Legionu Maryi na terenie archidiecezji Chartum, dyrektorem wydziału kurii archidiecezjalnej ds. duszpasterstwa powołań, ojcem duchownym seminarium chartumskiego oraz wikariuszem generalnym archidiecezji. W 2017 powołany na stanowisko wicerektora międzynarodowego teologatu zakonnego w Nairobi.

### Episkopat
18 listopada 2020 papież Franciszek mianował go biskupem diecezjalnym Wau. Sakry udzielił mu 24 stycznia 2021 kardynał Gabriel Zubeir Wako.